# Lijst van voetbalinterlands Moldavië - Oekraïne
Deze lijst van voetbalinterlands is een overzicht van alle officiële voetbalwedstrijden tussen de nationale teams van Moldavië en Oekraïne. De voormalige Sovjet-republieken speelden tot op heden zes keer tegen elkaar. De eerste wedstrijd, een vriendschappelijke ontmoeting, was op 9 april 1996 in Chisinau. Het laatste duel, eveneens een vriendschappelijke wedstrijd, werd gespeeld in de Moldavische hoofdstad op 11 juni 2024.

## Wedstrijden
| № | Plaats   | Datum            | Competitie           | Wedstrijd           | Uitslag |
| - | -------- | ---------------- | -------------------- | ------------------- | ------- |
| 1 | Chisinau | 9 april 1996     | Vriendschappelijk    | Moldavië – Oekraïne | 2 – 2   |
| 2 | Kiev     | 23 maart 1997    | Vriendschappelijk    | Oekraïne – Moldavië | 1 – 0   |
| 3 | Chisinau | 12 oktober 2012  | WK 2014 kwalificatie | Moldavië − Oekraïne | 0 − 0   |
| 4 | Odessa   | 26 maart 2013    | WK 2014 kwalificatie | Oekraïne − Moldavië | 2 − 1   |
| 5 | Kiev     | 3 september 2014 | Vriendschappelijk    | Oekraïne − Moldavië | 1 − 0   |
| 6 | Chisinau | 11 juni 2024     | Vriendschappelijk    | Moldavië − Oekraïne | 0 − 4   |

## Samenvatting
| Competitie        | Totaal gespeeld | Winst Moldavië | Gelijk | Winst Oekraïne | Doelsaldo Moldavië – Oekraïne |
| ----------------- | --------------- | -------------- | ------ | -------------- | ----------------------------- |
| WK-kwalificatie   | 2               | 0              | 1      | 1              | 1 − 2                         |
| Vriendschappelijk | 4               | 0              | 1      | 3              | 2 − 8                         |
| Totaal            | 6               | 0              | 2      | 4              | 3 − 10                        |

## Details

### Tweede ontmoeting
| Vriendschappelijk (Kiev, Oekraïne, 23 maart 1997): |       |          |
| Oekraïne                                           | 1 – 0 | Moldavië |
| Serhij Rebrov 56'                                  | goals |          |

### Derde ontmoeting
| WK 2014 kwalificatie (Chisinau, Moldavië, 12 oktober 2012): |       |          |
| Moldavië                                                    | 0 – 0 | Oekraïne |
|                                                             | goals |          |

### Vierde ontmoeting
| WK 2014 kwalificatie (Odessa, Oekraïne, 26 maart 2013): |       |                       |
| Oekraïne                                                | 2 – 1 | Moldavië              |
| Andriy Yarmolenko 61' Jevhen Chatsjeridi 70'            | goals | 81' Alexandru Suvorov |

### Vijfde ontmoeting
| Vriendschappelijk (Kiev, Oekraïne, 3 september 2014):                                         |       |          |
| Oekraïne                                                                                      | 1 – 0 | Moldavië |
| Roman Bezoes 63'                                                                              | goals |          |
| - Debuut van Kyrylo Kovalchuk (Chornomorets) en Artem Hromov (Vorskla Poltava) voor Oekraïne. |       |          |

FMF · A-internationals · Bondscoaches · Moldavisch vrouwenelftal · Moldavië U21 · Moldavië U20 · Moldavië U19 · Moldavië U18 · Moldavië U17 · Moldavië U16
1990 – 1999 ·
2000 – 2009 ·
2010 – 2019 ·
2020 − 2029
1991 · 1992 · 1993 · 1994 · 1995 · 1996 · 1997 · 1998 · 1999 · 2000 · 2001 · 2002 · 2003 · 2004 · 2005 · 2006 · 2007 · 2008 · 2009 · 2010 · 2011 · 2012 · 2013 · 2014 · 2015 · 2016 · 2017 · 2018 · 2019 · 2020 · 2021 · 2022 · 2023 · 2024
Albanië ·
Andorra ·
Armenië ·
Azerbeidzjan ·
Bosnië en Herzegovina ·
Bulgarije ·
Canada ·
Cyprus ·
Denemarken · 
Duitsland ·
El Salvador · 
Engeland ·
Estland ·
Faeröer ·
Finland ·
Frankrijk ·
Georgië ·
Gibraltar ·
Griekenland ·
Hongarije ·
Ierland ·
IJsland ·
Indonesië ·
Israël ·
Italië ·
Ivoorkust ·
Jordanië ·
Kaaimaneilanden ·
Kameroen ·
Kazachstan ·
Kirgizië ·
Kosovo ·
Kroatië ·
Letland ·
Liechtenstein ·
Litouwen ·
Luxemburg ·
Malta ·
Montenegro ·
Nederland ·
Noord-Ierland ·
Noord-Macedonië ·
Noorwegen ·
Oeganda ·
Oekraïne ·
Oostenrijk ·
Polen ·
Portugal ·
Qatar ·
Roemenië ·
Rusland ·
San Marino ·
Saoedi-Arabië ·
Schotland ·
Servië ·
Slovenië ·
Slowakije ·
Tsjechië ·
Turkije ·
Venezuela ·
Verenigde Arabische Emiraten ·
Verenigde Staten ·
Wales ·
Wit-Rusland ·
Zuid-Korea ·
Zweden ·
Zwitserland
FFOe · A-internationals · Bondscoaches · Statistieken · Oekraïens vrouwenelftal · Olympisch elftal · Oekraïne U21 · Oekraïne U20 · Oekraïne U19 · Oekraïne U18 · Oekraïne U17 · Oekraïne U16
1992 – 1999 · 
2000 – 2009 · 
2010 – 2019 · 
2020 – 2029
EK's: 1992** · 
1996 · 
2000 · 
2004 · 
2008 · 
2012 · 
2016 · 
2020 · 
2024
WK's: 1994 · 
1998 · 
2002 · 
2006 · 
2010 · 
2014 · 
2018 ·
2022
1992 · 
1993 · 
1994 · 
1995 · 
1996 · 
1997 · 
1998 · 
1999 · 
2000 · 
2001 · 
2002 · 
2003 · 
2004 · 
2005 · 
2006 · 
2007 · 
2008 · 
2009 · 
2010 · 
2011 · 
2012 · 
2013 · 
2014 · 
2015 ·
2016 ·
2017 ·
2018 ·
2019 ·
2020 ·
2021
Albanië ·
Andorra ·
Armenië ·
Azerbeidzjan ·
Bahrein ·
België ·
Bosnië en Herzegovina ·
Brazilië ·
Bulgarije ·
Canada ·
Chili ·
Costa Rica ·
Cyprus ·
Denemarken ·
Duitsland ·
Engeland ·
Estland ·
Faeröer ·
Finland · 
Frankrijk ·
Georgië ·
Griekenland ·
Hongarije ·
Ierland ·
IJsland ·
Iran ·
Israël ·
Italië ·
Japan ·
Joegoslavië ·
Kameroen · 
Kazachstan ·
Kosovo ·
Kroatië ·
Letland ·
Libië ·
Litouwen ·
Luxemburg ·
Malta ·
Marokko ·
Mexico ·
Moldavië ·
Montenegro ·
Nederland ·
Niger ·
Nigeria ·
Noord-Ierland ·
Noord-Macedonië ·
Noorwegen ·
Oezbekistan ·
Oostenrijk ·
Polen ·
Portugal ·
Roemenië ·
Rusland ·
San Marino ·
Saoedi-Arabië ·
Schotland ·
Servië ·
Servië en Montenegro ·
Slovenië ·
Slowakije ·
Spanje ·
Tsjechië ·
Tunesië ·
Turkije ·
Uruguay ·
Verenigde Arabische Emiraten ·
Verenigde Staten ·
Wales ·
Wit-Rusland ·
Zuid-Korea ·
Zweden ·
Zwitserland
Duitsland (2016) ·
Engeland (2012) · 
Engeland (2021) ·
Frankrijk (2012) · 
Italië (2006) · 
Nederland (2021) · 
Noord-Ierland (2016) · 
Noord-Macedonië (2021) · 
Oostenrijk (2021) · 
Saoedi-Arabië (2006) ·
Spanje (2006) ·
Tunesië (2006) ·
Zweden (2012) · 
Zweden (2021) · 
Zwitserland (2006)
** = Onder de naam Gemenebest van Onafhankelijke Staten